# ドバイウォーターフロント

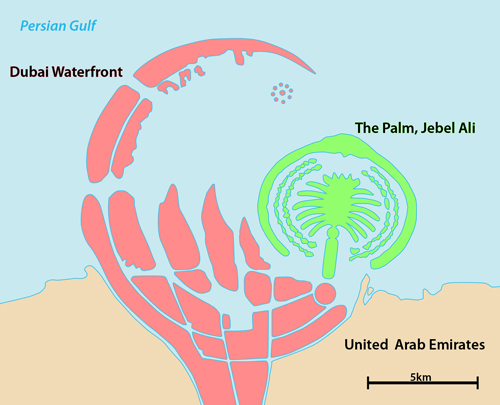
赤がドバイウォーターフロント、緑がパーム・アイランドのパーム・ジェベル・アリ.

ドバイウォーターフロント（Dubai Waterfront）は、アラブ首長国連邦のドバイに計画中の世界最大の人工島のリゾートである。
このプロジェクトはジェベル・アリ地区の西側のアブダビ首長国との境界線付近に建設される人工島群と人造の運河からなり、ドバイのペルシア湾に面した最後の自然の海岸線区域に建設するものである。ドバイウォーターフロント会社(Dubai Waterfront Company)が担当する事業だが、51%の株式はナキールが所有している。
パーム・アイランドのパーム・ジェベル・アリ地区を囲むようにC字型に人工島群は建設され、およそ70kmの海岸線が作られる。建設中のアール・マクトゥーム国際空港に近く、アブダビへの高速道路も至近なため、国際的なリゾートとなる予定である。ドバイウォーターフロントは、10の中心を持ち、そのうちマディナ・アル・アラブ(Madinat Al Arab)はドバイの新しい繁華街を目指している。ドバイウォーターフロントの建設は、マディナ・アル・アラブ地区の造営が2007年初めに開始され、現在、65%が完成している。既に2005年にマディナ・アル・アラブの住宅は完売している。